# Martin Mussgnug
Martin Mussgnug, född 11 februari 1936 i Heidelberg, död 2 februari 1997 i endera Tuttlingen eller Singen (Hohentwiel), var Tysklands nationaldemokratiska partis (NPD) partiledare mellan åren 1971 och 1990.
Mussgnug studerade juridik vid Heidelbergs universitet 1954-1963 och grundade 1956 den högerextrema studentorganisationen Bund Nationaler Studenten, som 1963 förbjöds. Han fick 1962 en post inom Deutsche Reichspartei och kom via detta parti till NPD 1964. 1968 valdes han in i Lantdagen i Baden-Württemberg. 1970 blev han ställföreträdande partiledare för NPD och ett år senare efterträdde han Adolf von Thadden på partiledarposten.